# Виноградова Марія Олександрівна
Виноградова Марія Олександрівна (1878 — ?) — українська письменниця, перекладач. Псевдоніми і криптоніми: Козачка М., Ясна Маруся, Маруся Полтавка, Козачка; М. П.; М. Я-а.

## Біографія
Народилась 1878 року на Харківщині. Жила у Полтаві. Друкуватися почала з 1901 р., перекладала твори російських письменників, писала вірші й оповідання.
1903 року переїхала до Швейцарії, підтримувала зв'язки з Іваном Франком.

## Твори
- Виноградова М. Вірші // Акорди: Антологія української лірики / Укл. І. Франко. — Львів, 1903. — С. 310.